# Hydra (Verein)
Hydra e. V. ist eine deutsche Selbsthilfegruppe und Interessenvertretung von Prostituierten. Der sich selbst als „Hurenorganisation“ bezeichnende gemeinnützige Verein wurde 1980 von interessierten Frauen als erste bundesdeutsche Organisation der Hurenbewegung ins Leben gerufen. Der Vereinsname bezieht sich auf die Hydra, ein neunköpfiges Seeungeheuer in der griechischen Mythologie.

## Zweck
Seit 1985 wird Hydra auch mit öffentlichen Geldern finanziert, so dass eine dauerhafte Beratungsstelle in Berlin eingerichtet werden konnte. Dort wird unter anderem zu gesundheitlichen Fragen, insbesondere zu AIDS und anderen sexuell übertragbaren Erkrankungen informiert. Neben der Beratungsstelle betreibt Hydra Lobby- und Öffentlichkeitsarbeit, um die rechtliche und gesellschaftliche Situation von Prostituierten zu verbessern. Die Zwecke des Vereins sind nach seiner Satzung
1. die Förderung des sozialen Schutzes und der kulturellen Integration von Prostituierten,
2. die Förderung der beruflichen Bildung von Prostituierten als Hilfe zum Umstieg in andere Berufe.

Die Mitarbeiterinnen der Selbsthilfegruppe Hydra haben teilweise eigene Prostitutionserfahrung. Die Vereinsmitgliedschaft ist nur für Frauen möglich, während eine Fördermitgliedschaft auch Männern offensteht.

## Geschichte

### Anfänge
Die Gründung des Vereins geht auf die bereits seit 1915 bestehende Beratungsstelle für Geschlechtskrankheiten des Gesundheitsamtes Berlin-Charlottenburg zurück, wo 1979 die Idee zu einer autonomen Prostituierten-Organisation entstand. Um Prostituierten, die unter anderem aufgrund des Bockscheins zur Beratungsstelle kamen, effektiver und kontinuierlicher helfen zu können, wurde Ende 1979 von dort tätigen Sozialarbeiterinnen und -pädagoginnen, Juristinnen, Ärztinnen, Lehrerinnen und Psychologinnen der „Verein zur Förderung der beruflichen und kulturellen Bildung weiblicher Prostituierter e. V.“ gegründet. Ziel war es, praktische Hilfsangebote für Prostituierte zu schaffen und ihrer gesellschaftlichen Diskriminierung entgegenzuwirken. Im Juli 1980 eröffneten dazu vier der Beteiligten zusammen mit 10 Studentinnen eines Seminars über Prostitution an der FU Berlin in der Spielhagenstraße in Berlin-Charlottenburg das „Café Hydra“. Der Kontakt- und Beratungsladen war deutschlandweit der erste seiner Art. Im Herbst 1980 kamen zwei weitere Sozialarbeiterpraktikantinnen hinzu, sodass neben regelmäßigen Öffnungszeiten eine Vielzahl von Arbeitsgruppen angeboten werden konnten. Die Miete wurde dabei für zwei Jahre von einer Stiftung übernommen, darüber hinaus finanzierte sich das Projekt, abgesehen von einer durch die „Selbsthilfeinitiative Netzwerk“ für ein halbes Jahr finanzierte Stelle, durch Spenden. Im Frühjahr 1981 wurde zur Verbesserung der Raumsituation beschlossen ein Haus zu besetzen. Mit Unterstützung des sozialpädagogischen Institutes der Arbeiterwohlfahrt konnte im Sommer, diesmal auf legalem Wege, ein leerstehendes Haus in der Potsdamer Straße 139 in Berlin bezogen und renoviert werden. Im Winter zogen sich aus beruflichen Gründen mehrere der engagierten Frauen zurück, sodass die Zukunft des Projekts unklar war. Den Anstoß für die weitere Entwicklung gab dann jedoch eine der Hydra-Initiatorinnen mit Anregungen zur Gründung einer eigenen Zeitung und dem Ausrichten eines Weihnachtsfestes. Im Februar 1982 wurde die Arbeit schließlich wieder aufgenommen. Neben einer monatlichen Spende von 200 DM kamen bei einer Veranstaltung im August 2000 DM zusammen, mit denen laufende Kosten und weitere Aktivitäten finanziert werden konnten. So wurde die Zeitschrift Hydra-Nachtexpress herausgegeben und es wurden Kontakte zu Prostituierten-Projekten in Hamburg und Lyon geknüpft. Interne Streitigkeiten und anstehende Renovierungsarbeiten führten dazu, dass das Projekt im Frühjahr 1983 in eine leerstehende Wohnung in der Leibnizstraße umzog.
Die bereits für 1983 vom Berliner Senat bewilligten Mittel für zwei Honorarstellen und die Einrichtung eines Cafés konnten zunächst nicht ausgezahlt werden, weil keine adäquaten Räumlichkeiten gefunden wurden. 1984 wurde deshalb, nach einer Phase der Ungewissheit, ein geänderter Antrag für ein Beratungszentrum mit zwei halben Personalstellen beantragt und dieser Ende Oktober 1984 bewilligt. So konnten schließlich Büroräume in der Kantstraße bezogen und im Januar 1985 regelmäßige Öffnungszeiten angeboten werden.

### Etablierung
Einen Schwerpunkt der Vereinsarbeit bildete bald die Information über die Immunschwächekrankheit AIDS, die damals in der Öffentlichkeit nicht oder nur als Krankheit unter Schwulen bekannt war (siehe AIDS-Hilfe). Darüber hinaus nahmen die Mitarbeiter Kontakte zu Ämtern und Behörden auf, was sich aufgrund von Vorurteilen und Berührungsängsten in den meisten Fällen als sehr mühsam erwies – beispielsweise bei der Bitte an Arbeitsämter um Unterstützung bei der Eingliederung von Prostituierten in den Arbeitsmarkt. Im August 1985 erschien im Spiegel ein Artikel über Hydra, der das Projekt über Berlin hinaus bekannt machte. Ende Oktober 1985 wurde dann, zusammen mit der mittlerweile in Frankfurt gegründeten Initiative Huren wehren sich gemeinsam (HWG e. V.), der erste Nationale Hurenkongress abgehalten. Auch das Thema Aids rückte ab Sommer 1985 immer häufiger in den Fokus medialer Diskurse. Im Rahmen der Aids-Aufklärung und -Prävention, in Zusammenarbeit mit dem Berliner Landesinstitut für Tropenmedizin, wurden ab Dezember 1985 zwei zusätzliche Stellen bewilligt. 1986 wurde der Verein im Deutschen Bundestag zur Gefahr von AIDS und wirksamen Wegen zu ihrer Eindämmung angehört. Obwohl die Aufklärung unter Prostituierten Wirkung zeigte, war die Akzeptanz von Kondomen unter Freiern (Kunden) nur sehr schwierig durchzusetzen. Deshalb forderte Hydra, die Aufklärung nicht nur unter den so genannten Risikogruppen, sondern auf die ganze Bevölkerung auszuweiten. Im Frühjahr 1986 gab es Gespräche mit dem damaligen Senator für Gesundheit und Soziales des Landes Berlin, Ulf Fink, der weitere Unterstützung zusagte. 1986 beteiligte sich Hydra an einer Aufklärungskampagne des Senats und nahm an drei weiteren Prostituierten-Kongressen teil. 1987 koordinierte Hydra ein durch Fink gefördertes Ausstiegsprogramm. In den 1980er und 1990er Jahren setzte sich Hydra für die Abschaffung des Gesetzes zur Bekämpfung der Geschlechtskrankheiten von 1953 ein. Am 6. Februar 1988 veranstaltete Hydra einen „Hurenball“, von dessen Erlös ein Fonds zur Finanzierung von Rechtshilfe und Ausstiegsunterstützung verwendet wurde. 1992 zog der Verein in die Rigaer Straße um. Am 8. März 1994 hängte Hydra als Teil des Frauenstreiks ein Transparent mit der Aufschrift „Huren streiken für Hurenrechte“ an die Siegessäule.

### Seit 2000
In den frühen 2000er-Jahren setzte sich Hydra für das 2002 verabschiedete Prostitutionsgesetz ein. Eine Mitarbeiterin der Organisation bezeichnete dieses später als „größte Errungenschaft der Hurenbewegung“. 2005 nahm Hydra Zur Feier des 25-jährigen Bestehens am Karneval der Kulturen teil und organisierte eine Ausstellung „25 Jahre Hydra“.
Hydra setzt sich gegen das 2016 verabschiedete Prostituiertenschutzgesetz ein. Der Verein führte mehrere Aktionen und Unterschriftensammlungen gegen das Gesetz durch und nahm an Demonstrationen teil. Insbesondere die Registrierungspflicht für Prostituierte wird von Hydra abgelehnt. Während der COVID-19-Pandemie kritisierte Hydra die zeitweise bestehenden Prostitutionsverbote und legte einen Nothilfefonds auf.

## Aktivitäten
Hydra führt Beratungen für Frauen, die in der Prostitution arbeiten, Kunden, sowie Angehörige und Freunden von Prostituierten durch. Zu den Beratungsangeboten von Hydra gehört sowohl eine Einstiegs- wie eine Ausstiegsberatung.
Seit 1999 veranstaltet der Verein jährlich (bis etwa 2005 zweimal jährlich) zusammen mit anderen Organisationen die Fachtagung Prostitution, die im Oktober 2004 zum 35. Mal stattfand. Die Veranstaltung begann ursprünglich als bundesweiter „Hurenkongress“ von und für Prostituierte; inzwischen nehmen unter anderem auch Vertreter von Beratungsstellen und Gesundheitsämtern teil. Im Rahmen der Fachtagung hat sich auch die Arbeitsgruppe Recht gebildet, die sich zweimal im Jahr trifft. Auf internationaler Ebene gibt es in unregelmäßigen Abständen vergleichbare Tagungen.
Von 1980 bis 1995 gab Hydra mit dem HYDRA-Nachtexpress („Zeitung für Bar, Bordell und Bordstein“) eine eigene Zeitschrift heraus, die inzwischen neben anderen Informationsmaterialien als Faltblatt erscheint. Themen des Nachtexpress sind Neuigkeiten, Interviews, Berichte der Situation von Prostituierten in anderen Ländern sowie Ausstiegsmöglichkeiten.
Unter Leitung des Autors Rochus Hahn vom Verlag Schwarzer Turm erschien 2005 außerdem das aus Interviews mit Hydra-Mitgliedern erarbeitete Comicheft Hurengeschichten, welches laut Hydra sehr realistisch das Leben und Arbeiten von Berufsprostituierten darstellt.

## Positionen
Hydra setzt sich für die Anerkennung von Prostitution als Beruf und für das Ende der gesellschaftlichen Stigmatisierung von Prostituierten ein. Prostitution solle als Erwerbsarbeit wie jede andere anerkannt werden. Außerdem fordert Hydra die Abschaffung von Sperrgebietsverordnungen.
Das Prostituiertenschutzgesetz wird durch Hydra abgelehnt. Das Gesetz führt laut Hydra zu einer weniger sicheren Tätigkeit und höheren Ausstiegshürden. Insbesondere die Meldepflicht für Prostituierte wird von Hydra kritisiert. Es läge kein Nachweis vor, dass diese den Menschenhandel eindämmt, weiterhin sei sie aufgrund der niedrigen Anzahl der Opfer von Menschenhandel im Vergleich zur Anzahl Prostituierter unverhältnismäßig. Da für die Anmeldung eine gültige Wohnanschrift Voraussetzung ist, diese könne nicht von allen Prostituierten vorgewiesen werden. Kritisiert wird ebenfalls die Kondompflicht, da diese nicht kontrollierbar sei. Weiterhin sei es für kleine Betriebe nicht möglich die Auflagen an Prostitutionsstätten zu erfüllen.

## Verwandte Organisationen und Initiativen
In Deutschland gibt es etwa ein Dutzend Beratungsstellen für Prostituierte. Hydra inspirierte die Gründung der Frankfurter Initiative „Huren wehren sich gemeinsam“ (HWG) und weiterer Selbsthilfegruppen. Der Bochumer Verein Madonna unterstützt Prostituierte beim Ausstieg und vermittelt Umschulungen. Für Callboys gibt es den Arbeitskreis der Stricherprojekte in Deutschland.
2013 wurde der Berufsverband erotische und sexuelle Dienstleistungen gegründet, in dem anders als bei Hydra Personen aller Geschlechter Mitglied werden können, jedoch nur solche die aktive oder ehemalige Sexarbeiter (aus allen Sparten der Sexarbeit) sind.
In Österreich gibt es das Beratungszentrum „SILA“. Auch in der Schweiz gibt es verschiedene Einrichtungen. International sind Interessenvertretungen und Beratungsstellen im 1991 gegründeten Network of Sex Work Projects organisiert.
Hydra ist Teil des Bundesweiten Koordinierungskreis gegen Menschenhandel.

## Kritik
Die meiste Kritik an der Arbeit von Hydra beruht auf einer grundsätzlichen Ablehnung von Prostitution als anerkanntem Beruf. Es wird kritisiert, dass Hydra die Prostitution verharmlose und fördere, was beispielsweise mit dem Jugendschutz kollidieren könnte. Weiterhin wird argumentiert, dass die Anerkennung der Prostitution zu einer Zunahme auch im Bereich der Zwangsprostitution führe. Dem wird entgegengehalten, dass es dafür keine Belege gebe, es könne genauso von einer gegenteiligen Wirkung ausgegangen werden. Als Interessenvertretung bezieht der Verein naturgemäß eine parteiische Stellung zur Prostitution. Die Zeitschrift Emma kritisierte, dass Hydra nicht die tatsächlichen Interessen Prostituierter vertrete, da nach ihren Angaben maximal 0,01 % der Prostituierten organisiert seien und der Verein nur einen Teil der Hurenbewegung repräsentiere.
Hydra widersprach der Darstellung, dass Prostitution für Frauen ein per se unfreiwilliges Geschäft mit dem Sex sei.
In einem offenen Brief wies der Verein darauf hin, dass Alice Schwarzers Vorstellung von Kommunikation zwischen Kunde und Dienstleisterin eine „absolute Karikatur“ sei.
2023 geriet eine Vorständin von Hydra in einen Rechtsstreit mit dem Verein Sisters und der Zeitschrift Emma.

## Prominente Mitglieder
- Pieke Biermann (Schriftstellerin)